# Hilgertshausen-Tandern
Hilgertshausen-Tandern este o comună aflată în districtul Dachau, landul Bavaria, Germania.